# NGC 414-2
NGC 414-2 est la deuxième galaxie de NGC 414 qui est dans la constellation des Poissons. NGC 414 est une paire constituée de PGC 4254 et de PGC 93079 aussi désignée 414 NED2 sur la base de données NASA/IPAC.
PGC 93079 est une galaxie lenticulaire de type morphologique E/S0 pec?. 
On peut observer sur les photographies de NGC 414 les deux noyaux de ces galaxies. 
Elle a été découverte par l'astronome suédois Herman Schultz en 1867.